# Sanseverino Viktória termoli hercegné
Sanseverino Viktória (Nápolyi Királyság, 1559 előtt – Nápolyi Királyság, 1614 után), olaszul: Vittoria Sanseverino Duchessa consorte di Termoli, latinul: Victoria de Sancto Severino, születése jogán a Nápolyi Királyságban fekvő San Pietro in Galatina és Bisignano hercegnője, házassága révén Termoli hercegnéje. II. Manuél bizánci császár és Enghieni Mária nápolyi királyné (I. László nápolyi király 3. felesége) 6. leszármazottja, Kasztrióta György albán fejedelem ükunokája, I. Sarolta ciprusi királynő másodfokú unokatestvérének, Brankovics Irén albán fejedelemnének a dédunokája, Aragóniai Beatrix magyar királyné másodfokú unokatestvérének, Acquaviva-Aragóniai Belizár conversanói grófnak a dédunokája, IV. Iván orosz cár másodfokú unokatestvérének, Kasztrióta Ferdinándnak a leánya és V. István magyar király 11. (generációs) leszármazottja, valamint Wittelsbach Erzsébet magyar királyné 10. generációs felmenője. A Sanseverino-ház tagja.

## Származása
Apja Sanseverino Péter Antal (1500 körül–1559), Bisignano hercege, édesanyja Kasztrióta Irén (1528–1565), San Pietro in Galatina hercegnője, I. (Kasztrióta) Ferdinánd (?–1561) velencei patríciusnak, San Pietro in Galatina hercegének, Kasztrióta György albán fejedelem (Szkander bég) unokájának és Adriana Acquaviva d’Aragona (?–1568) hercegnőnek – Belisario (1464–1528), conversanói grófnak, Nardò hercegének és Aragóniai Beatrix magyar királyné másodfokú unokatestvérének, valamint Sanseverino Sveva bisiganói hercegnőnek a lányaként Sanseverino Bernát (1470–1516) bisignanói hercegnek, Miklós Bernát apai nagyapjának az unokahúga – a lánya.
Szkander bég fia és utóda az Albán Fejedelemség élén, Kasztrióta János (?–1514) 1468-ban a családjával,  és híveivel a Nápolyi Királyság területére, I. Ferdinánd nápolyi királynak, Aragóniai Beatrix magyar királyné apjának az udvarába menekült az oszmán-török megszállás miatt, és ott a San Pietro in Galatina hercegi címét nyerték el. Szkander bég dédunokája, Kasztrióta-Szkanderbég Irén mivel apjának egyetlen törvényes, házasságából született gyermeke volt, San Pietro in Galatina hercegnője és az „albán királyi cím” örököse lett.
Anyja 1539-ben feleségül ment Sanseverino Péter Antalhoz (?–1559), a Nápolyi Királyságban fekvő Bisignano hercegéhez, aki Viktória anyai nagyanyjának volt az elsőfokú unokatestvére, hiszen Irén anyjának az anyai nagyapja és Irén férjének az apai nagyapja Girolamo (Jeromos) (1448 körül–1487), Bisignano hercege volt.
Anyja volt az aojának a harmadik felesége, akinek még nem született fiú örököse, csak két lánya volt a korábbi házasságából és egy természetes lánya, aki később Irén egyik féltestvéréhez, apjának egyik házasságon kívül született fiához ment feleségül.

## Élete
Irén két gyermeket szült. Világra hozta férjének a várva-várt fiú örököst, Miklós Bernátot (1541–1606), Bisignano hercegét és a lányát, Viktóriát, akinek a révén Szkander bég utódai közül kerültek ki leányágon többek között Wittelsbach Erzsébet magyar királyné és a belga királyi ház ma élő tagjai is.

## Gyermeke
- Férjétől, II. (Capuai) Ferdinándtól (?–1614), Termoli hercegétől a Nápolyi Királyságban, 1 fiú:
  - Péter Antal (?–1614 után), Termoli hercege, felesége Frangepán Bernardina della Tolfa (?–1594), 5 gyermek, többek között:
    - Capuai Viktória (1587–1648), férje Pignatelli Ferenc (1580–1645), Bisaccia hercege, 2 fiú, többek között:
      - Pignatelli Ferenc (?–1681), Bisaccia hercege, felesége Chiara del Guidice, 2 gyermek, többek között:
        - Pignatelli Miklós (1658–1719), Bisaccia hercege, felesége Maria Clara Angelica van Egmont (1661–1714), 2 gyermek, többek között:
          - Pignatelli Mária Franciska (1696–1766), Bisaccia hercegnője, férje Ligne-i Lipót Fülöp (1690–1754), Arenberg hercege, 6 gyermek, többek között:
            - Ligne-i Károly (1721–1778), Arenberg hercege, felesége Marcki Lujza Margit (1730–1820), Schleiden grófnője, 8 gyermek, többek között: 
              - Ligne-i Lajos (1757–1795) arenbergi herceg, 1. felesége Anne de Mailly-Nesle (1766–1789), Ivry-sur-Seine úrnője, 1 leány, 2. felesége Jelizaveta Boriszovna Sahovszkaja (1773–1796) hercegnő, 1 leány, összesen 2 leány, többek között:
                - (1. házasságából): Ligne-i Amália (1789–1823) arenbergi hercegnő, férje Wittelsbach Piusz Ágost (1786–1837), herceg Bajorországban, 1 fiú:
                  - Wittelsbach Miksa József (1808–1888), herceg Bajorországban, felesége Mária Ludovika Vilma (1808–1892) bajor királyi hercegnő, 9 gyermek, többek között:
                    - Wittelsbach Erzsébet magyar királyné (1837–1898)
                    - Wittelsbach Károly Tivadar (1839–1909) herceg Bajorországban, 1. felesége Wettin Zsófia (1845–1867) szász királyi hercegnő, 1 leány, 2. felesége Mária Jozefa (1857–1943) portugál királyi hercegnő, 5 gyermek, összesen 6 gyermek, többek között:
                      - (2. házasságából): Wittelsbach Erzsébet (1876–1965), férje I. Albert (1875–1934) belga király, 3 gyermek, többek között:
                        - III. Lipót belga király (1901–1983)

                    - Wittelsbach Mária Zsófia (1841–1925) nápoly–szicíliai királyné, férje II. Ferenc nápoly–szicíliai király (1836–1894), 1 leány+2 természetes gyermek, összesen 3 gyermek